# FSS (marca)
Fabricamos su Sudadera Ltda (FSS), es una empresa de confección deportiva que fue creada en 1987, en Bogotá, Colombia. FSS ha realizado uniformes con licencia para algunas de las más famosas marcas Internacionales como: Adidas, Topper, Fila, Puma, Patrick, Reebok.
FSS produce cerca de 15 mil prendas al año.

## Filiales
Durante los años 2008 y 2009 FSS tuvo dos marcas filiales por concepto de su patrocinio al América de Cali.

### América Sport Wear (ASW)

Logo de ASW

América Sport Wear (ASW) fue una marca de ropa deportiva propiedad de la Corporación Deportiva América de Cali, esta marca fue creada en el año 2008 debido a que el patrocinio con la marca deportiva FSS que se tenía en ese entonces, para su indumentaria, se vio afectado ya que América de Cali se encontraba dentro de la lista de la ley Clinton.

 
Sin embargo FSS continuó a cargo del diseño y fabricación de ASW.

ASW tuvo una corta vida, pues sólo se usó durante el año 2008 en el que América de Cali se coronó campeón del Torneo Finalización.

Logo de NAS

### Nuevo América Sport (NAS)

Primer logo de NAS

Nuevo América Sport (NAS) fue una marca de ropa deportiva propiedad del América de Cali, esta marca nace en el año 2009 en conjunto con el proceso de democratización del América de Cali y para continuar con el mismo manejo que se había dado en 2008 al patrocinio de la marca deportiva FSS quien continuaba siendo el encargado del diseño y la fabricación de NAS.

NAS se usó únicamente en el año 2009.